# Kerry Kittles
Kerry Kittles (Dayton, 12 giugno 1974) è un ex cestista statunitense, professionista nella NBA.

## Carriera
È stato selezionato al primo giro del Draft NBA 1996 (8ª scelta assoluta) dai New Jersey Nets, squadra con cui ha trascorso gran parte della sua carriera professionistica.
Vi ha militato infatti dalla stagione 1996-1997 a quella 2003-2004, anche se durante questo periodo ha anche dovuto saltare l'intera annata 2000-2001 per via di un infortunio al ginocchio destro. Con i Nets ha disputato due NBA Finals, rispettivamente nel 2002 e 2003.
La sua carriera NBA si è chiusa con una breve parentesi ai Los Angeles Clippers, con cui ha giocato 11 partite tra il novembre 2003 e il gennaio 2004.
Con gli Stati Uniti ha disputato le Universiadi di Fukuoka 1995.

## Statistiche

### College
| Anno       | Squadra            | PG  | PT  | MP   | TC%  | 3P%  | TL%  | RP  | AP  | PRP | SP  | PP   |
| ---------- | ------------------ | --- | --- | ---- | ---- | ---- | ---- | --- | --- | --- | --- | ---- |
| 1992-1993  | Villanova Wildcats | 27  | 17  | 32,4 | 48,2 | 43,2 | 67,3 | 3,5 | 2,9 | 1,7 | 0,4 | 10,9 |
| 1993-1994† | Villanova Wildcats | 32  | 31  | 39,3 | 45,2 | 34,9 | 70,5 | 6,5 | 3,4 | 2,7 | 0,4 | 19,7 |
| 1994-1995  | Villanova Wildcats | 33  | 33  | 36,9 | 52,4 | 41,1 | 76,7 | 6,1 | 3,5 | 2,2 | 0,4 | 21,4 |
| 1995-1996  | Villanova Wildcats | 30  | 29  | 35,3 | 45,5 | 40,4 | 71,0 | 7,1 | 3,5 | 2,4 | 0,4 | 20,4 |
| Carriera   | Carriera           | 122 | 110 | 36,1 | 47,8 | 39,4 | 71,9 | 5,9 | 3,3 | 2,3 | 0,4 | 18,4 |

### NBA

#### Regular season
| Anno      | Squadra       | PG  | PT  | MP   | TC%  | 3P%  | TL%  | RP  | AP  | PRP | SP  | PP   |
| --------- | ------------- | --- | --- | ---- | ---- | ---- | ---- | --- | --- | --- | --- | ---- |
| 1996-1997 | N.J. Nets     | 82  | 57  | 36,7 | 42,6 | 37,7 | 77,1 | 3,9 | 3,0 | 1,9 | 0,4 | 16,4 |
| 1997-1998 | N.J. Nets     | 77  | 76  | 36,5 | 44,0 | 41,8 | 80,8 | 4,7 | 2,3 | 1,7 | 0,5 | 17,2 |
| 1998-1999 | N.J. Nets     | 46  | 40  | 34,1 | 37,0 | 31,6 | 77,2 | 4,2 | 2,5 | 1,7 | 0,6 | 12,9 |
| 1999-2000 | N.J. Nets     | 62  | 61  | 30,6 | 43,7 | 40,0 | 79,5 | 3,6 | 2,3 | 1,3 | 0,3 | 13,0 |
| 2001-2002 | N.J. Nets     | 82  | 82  | 31,7 | 46,6 | 40,5 | 74,4 | 3,4 | 2,6 | 1,6 | 0,4 | 13,4 |
| 2002-2003 | N.J. Nets     | 65  | 57  | 30,0 | 46,7 | 35,6 | 78,5 | 3,9 | 2,6 | 1,6 | 0,5 | 13,0 |
| 2003-2004 | N.J. Nets     | 82  | 82  | 34,7 | 45,3 | 35,1 | 78,7 | 4,0 | 2,5 | 1,5 | 0,5 | 13,1 |
| 2004-2005 | L.A. Clippers | 11  | 0   | 22,1 | 38,4 | 33,3 | 60,0 | 2,9 | 1,8 | 0,7 | 0,3 | 6,3  |
| Carriera  | Carriera      | 507 | 455 | 33,4 | 43,9 | 37,8 | 78,0 | 3,9 | 2,6 | 1,6 | 0,4 | 14,1 |

#### Play-off
| Anno     | Squadra   | PG | PT | MP   | TC%  | 3P%  | TL%  | RP  | AP  | PRP | SP  | PP   |
| -------- | --------- | -- | -- | ---- | ---- | ---- | ---- | --- | --- | --- | --- | ---- |
| 1998     | N.J. Nets | 3  | 3  | 42,0 | 42,5 | 38,5 | 90,9 | 5,0 | 2,7 | 1,3 | 0,7 | 16,3 |
| 2002     | N.J. Nets | 20 | 20 | 29,0 | 43,5 | 26,5 | 77,8 | 3,2 | 2,3 | 1,6 | 0,5 | 12,1 |
| 2003     | N.J. Nets | 20 | 20 | 30,7 | 39,5 | 41,3 | 76,2 | 3,5 | 2,0 | 1,5 | 0,3 | 10,8 |
| 2004     | N.J. Nets | 11 | 11 | 37,7 | 44,8 | 32,7 | 61,8 | 4,3 | 2,1 | 2,0 | 0,9 | 14,4 |
| Carriera | Carriera  | 54 | 54 | 32,1 | 42,4 | 33,7 | 74,2 | 3,6 | 2,1 | 1,6 | 0,5 | 12,3 |

## Palmarès
- Campione NIT (1994)
- NCAA AP All-America First Team (1996)
- NCAA AP All-America Second Team (1995)
- NBA All-Rookie Second Team (1997)